# 遼陽等処行中書省
遼陽等処行中書省（りょうようとうしょ-こうちゅうしょしょう）は、元が設置した行中書省。遼陽行省と略称される。

## 地理
現在の遼寧省・吉林省・黒竜江省及び黒竜江流域、ウスリー河以東の日本海沿岸地域、更には朝鮮半島北部に設置されていた東寧府・双城総管府及び耽羅軍民総管府を管轄していた。

## 歴史
元朝成立直後は金朝の行政機構を沿襲、北京府等の路都元帥府を設置し、満洲地区の鎮圧及び民政事務を行っていた。クビライが即位すると宣撫司・宣慰司・行省等を設置し、軍事機構と民政機構を分離した。1269年（至元6年）に東京行省を設置、まもなく省会が北京に移されたことで北京行省と改称され、これが遼陽行省の前身となる。北京行省は1278年（至元15年）に北京宣慰司に改編された。
ナヤンの乱が発生し、満洲地区に対する防衛の必要性が高まった1286年（至元23年）、北京宣慰司のイレグ・サカル（亦力撒合）の建議により東京行省が設置され、反乱平定後の1287年（至元24年）に遼陽行省と設置され元末まで使用された。
金朝の府州県を基礎に設置された遼陽行省であるが、属県の数は人口減少に関連し大幅に減少している。また州県制以外に、狩猟民族への統治のため万戸制が維持された特徴を有した。

## 下部行政区画
- 遼陽路
- 広寧路
- 大寧路
- 東寧路
- 瀋陽路
- 開元路
- 水達達路